# Libertytown
 (juillet 2025).
Libertytown est une census-designated place située dans le comté de Frederick, dans l’État du Maryland, aux États-Unis. Lors du recensement de 2020, elle comptait 984 habitants.